# دوره (عکار)
دوره (به عربی: الدورة) یک منطقهٔ مسکونی در لبنان است که در شهرستان عکار واقع شده است. دوره ۷٫۰۱ کیلومتر مربع مساحت و ۱٬۶۸۹ نفر جمعیت دارد و ۶۸۰ متر بالاتر از سطح دریا واقع شده است.